# X secolo a.C.

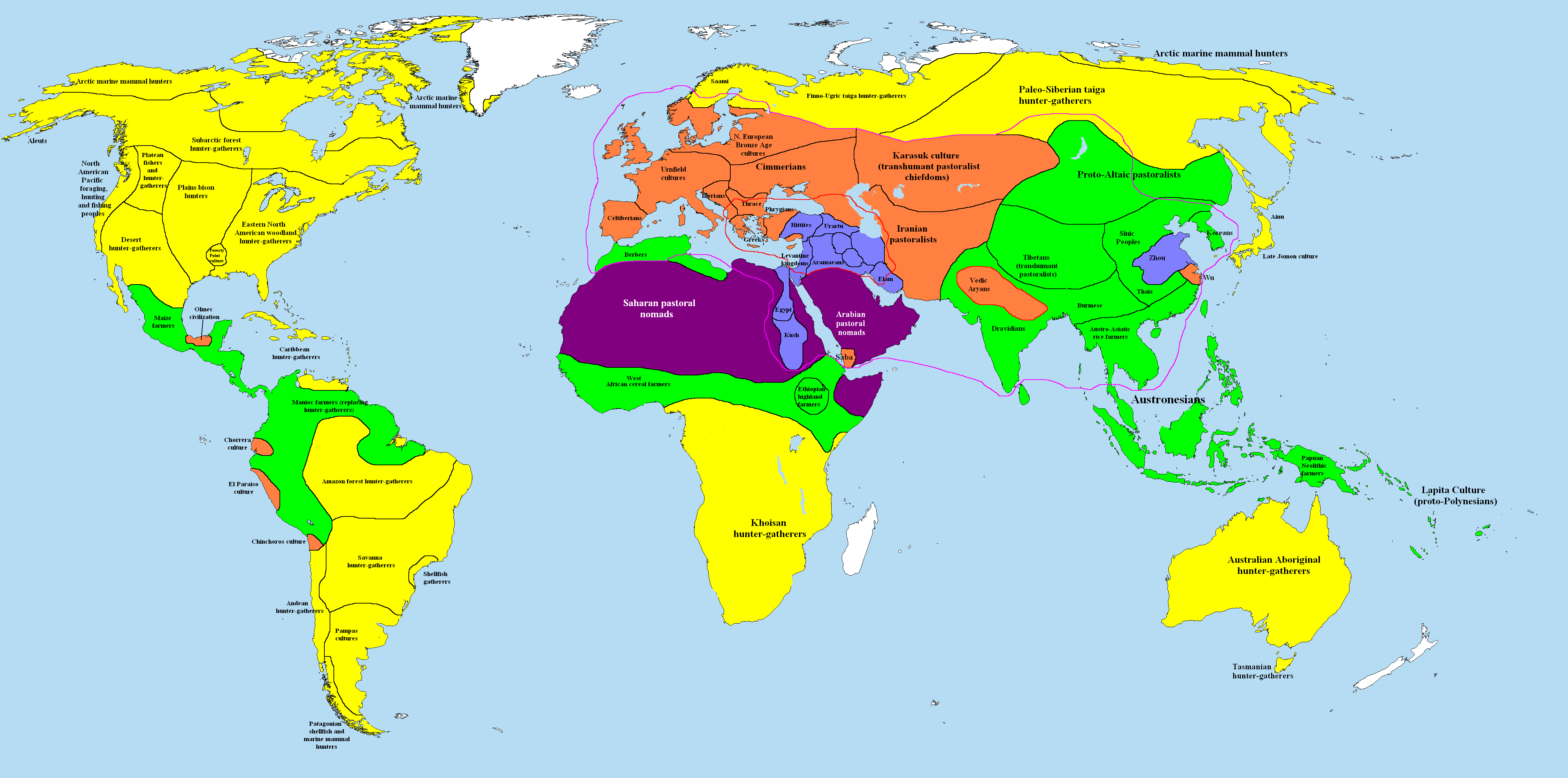
Mappa del mondo nel 1000 a.C.
Cacciatori-raccoglitori
Pastori nomadi
Società agricole semplici
Società agricola complesse
Società statali
Zone disabitate
Linea - Area di lavorazione del ferro
Linea - Area di lavorazione del bronzo

Il X secolo a.C. (decimo secolo avanti Cristo) è il secolo che inizia nell'anno 1000 a.C. e termina nell'anno 901 a.C. incluso.
     Cacciatori-raccoglitori
     Pastori nomadi
     Società agricole semplici
     Società agricola complesse
     Società statali
     Zone disabitate
     Linea - Area di lavorazione del ferro
     Linea - Area di lavorazione del bronzo

## Avvenimenti

### Antico Egitto

#### XXI dinastia
- 993 a.C.: Amenemope succede a Psusennes I come faraone dell'Egitto.
- 984 a.C.: Osorkon il Vecchio succede a Amenemope come faraone dell'Egitto.
- 978 a.C.: Siamon succede a Osorkon il Vecchio come faraone dell'Egitto.
- 959 a.C.: Psusennes II succede a Siamon come faraone dell'Egitto.

#### XXII dinastia
- 945 a.C.: Sheshonq I, che diverrà il fondatore della XXII dinastia, succede a Psusennes II, l'ultimo faraone della XXI dinastia.
- 924 a.C.: Osorkon I succede a Sheshonq I come faraone dell'Egitto.

### Israele e Palestina
- 998 a.C. - Re Davide stabilisce Gerusalemme come capitale del Regno di Israele.
- 962 a.C. (tradizionalmente): muore Davide, re d'Israele, e gli succede il figlio Salomone.
- 957 a.C.: Salomone completa la costruzione del Primo Tempio a Gerusalemme.
- 928 a.C.: Alla morte del re Salomone suo figlio Roboamo non è capace di tenere insieme le tribù di Israele: quelle del nord si separano a formare il Regno di Israele nominando Geroboamo re. Roboamo regna sulle rimanenti tribù che formano il Regno di Giuda.
- 925 a.C.: Sacco di Gerusalemme nell'ambito della Conquista militare di Canaan da parte di Sheshonq I.
- 915 a.C.: Abia re dell'antico Regno di Giuda, succede al padre Roboamo (secondo William F. Albright).
- 911 a.C.: Asa re dell'antico Regno di Giuda, succede al padre Abia (secondo William F. Albright).
- 909 a.C.: Nadab re dell'antico Regno di Israele, succede al padre Roboamo.
- 900 a.C.: Baasa re dell'antico Regno di Israele, succede al padre Nadab.

### Mesopotamia

#### Assiria
- 972 a.C.: Assur-resh-ishi II (972 - 967 a.C.) Re d'Assiria.
- 967 a.C.: Tiglatpileser II (967 - 935 a.C.) Re d'Assiria.
- 935 a.C.: Assur-dan II (935 - 912 a.C.) Re d'Assiria.
- 912 a.C.: Adad-nirari II (912 - 912 a.C.) Re d'Assiria.

#### Babilonia
- 980 a.C.: Inizio della Lista reale babilonese#Dinastia elamica a Babilonia (980-975 a.C.).
- 975 a.C.: Inizio della VIII dinastia di Babilonia (975-732 a.C.).

### Grecia
- 994 a.C. - Archippo, Arconte di Atene, muore dopo 19 anni di reggenza, e gli succede il figlio Tersippo.
- 952 a.C. - Tersippo, Arconte di Atene, muore dopo 19 anni di reggenza, e gli succede il figlio Forba.
- 922 a.C. — Forba, arconte perpetuo di Atene, muore dopo trenta anni di regno e gli succede il figlio Megacle.
- Sparta venne fondata nel Peloponneso dai Dori.

### India
- 1000 a.C.: Età del Ferro in India, conseguita dagli stati di Panchala, Kuru, Kosala, Videha e Janapada.

### Sri Lanka
- Fondazione di Anurādhapura, nell'odierno Sri Lanka.

### Regno di Punt (Somalia)
- 910 a.C.: Kamil Xashi assassina il re Baraxow della dinastia Gudaye, portando alla fine effettiva a quasi 2000 anni di storia al regno di Punt.

### Italia
- 953 a.C.: Data alternativa alla Fondazione di Roma.[1]
- Primi insediamenti dei latini nella penisola italiana.

## Personaggi significativi
- Roboamo, primo re di Giuda.